# 731 (číslo)
Sedm set třicet jedna je přirozené číslo. Následuje po čísle sedm set třicet a předchází číslu sedm set třicet dva. Římskými číslicemi se zapisuje DCCXXXI a řeckými číslicemi ψλα.

## Matematika
731 je:
- Deficientní číslo
- Poloprvočíslo
- Nešťastné číslo

## Astronomie
- (731) Sorga je planetka hlavního pásu, kterou objevil v roce 1912 Adam Massinger

## Roky
- 731
- 731 př. n. l.